# Linda Sánchez
Linda Teresa Sánchez (ur. 28 stycznia 1969 w Orange) – amerykańska polityczka, członkini Partii Demokratycznej.

## Działalność polityczna
W okresie od 3 stycznia 2003 do 3 stycznia 2013 przez pięć kadencji była przedstawicielką 39. okręgu, a od 3 stycznia 2013 jest przedstawicielką 38. okręgu wyborczego w stanie Kalifornia w Izbie Reprezentantów Stanów Zjednoczonych.
Jej siostrą jest Loretta Sanchez.